# Quinault jezik
Quinault jezik (ISO 639-3: qun), jedan od četiri tsamosan jezika, porodice sališ, kojim su govorili pripadnici istoimenog plemena Quinault u dolini rijeke Quinault u okrugu Grays Harbor, Washington.
Skupinu tsamosan čini zajedno s jezicima donjochehaliski [cea], gornjochehaliski [cjh] i cowlitz [cow]. Pripadnici plemena (njih oko 1 500; 1977 SIL) danas govore engleski [eng].

## Vanjske poveznice
- Ethnologue (14th)
- Ethnologue (15th)